# فهرست روستاهای شهرستان خلیل‌آباد

موقعیت شهرستان خلیل‌آباد در استان

شهرستان خلیل‌آباد یکی از شهرستان‌های غرب استان خراسان رضوی است. مرکز این شهرستان، شهر خلیل‌آباد می‌باشد. این شهرستان در تاریخ ۲۹ تیر ۱۳۸۲ از شهرستان کاشمر جدا و مستقل شده است.

## فهرست روستاها
| ردیف          | نام روستا   | نگاره          | جمعیت سال ۱۳۸۵         | مختصات                                                              |
| بخش مرکزی     | بخش مرکزی   | بخش مرکزی      | بخش مرکزی              | بخش مرکزی                                                           |
| دهستان حومه   | دهستان حومه | دهستان حومه    | دهستان حومه            | دهستان حومه                                                         |
| ------------- | ----------- | -------------- | ---------------------- | ------------------------------------------------------------------- |
| ۱             | ارغا        |                | ۲٬۵۱۹ نفر (۶۷۳ خانوار) | ۳۵°۱۴′۹″ شمالی ۵۸°۱۳′۱۰″ شرقی / ۳۵٫۲۳۵۸۳°شمالی ۵۸٫۲۱۹۴۴°شرقی        |
| ۲             | ده‌نو        |                | ۳٬۸۳۲ نفر (۹۹۷ خانوار) | ۳۵°۱۵′۲″ شمالی ۵۸°۱۸′۱۳″ شرقی / ۳۵٫۲۵۰۵۶°شمالی ۵۸٫۳۰۳۶۱°شرقی        |
| ۳             | کاریزک      | بارگذاری تصویر | ۸۲۰ نفر (۲۶۱ خانوار)   | ۳۵°۱۶′۱۹″ شمالی ۵۸°۱۴′۱۱″ شرقی / ۳۵٫۲۷۱۹۴°شمالی ۵۸٫۲۳۶۳۹°شرقی       |
| ۴             | مزده        |                | ۲٬۳۳۲ نفر (۶۲۷ خانوار) | ۳۵°۱۵′۵۵″ شمالی ۵۸°۱۶′۰″ شرقی / ۳۵٫۲۶۵۲۸°شمالی ۵۸٫۲۶۶۶۷°شرقی        |
| ۵             | محمدآباد    | بارگذاری تصویر | ۶۱۲ نفر (۱۶۷خانوار)    | ۳۵°۱۶′۰″ شمالی ۵۸°۱۶′۵۲″ شرقی / ۳۵٫۲۶۶۶۷°شمالی ۵۸٫۲۸۱۱۱°شرقی        |
| ۶             | نصرآباد     | بارگذاری تصویر | ۲٬۱۱۳ نفر (۵۸۴ خانوار) | ۳۵°۱۵′۳″ شمالی ۵۸°۱۵′۵۷″ شرقی / ۳۵٫۲۵۰۸۳°شمالی ۵۸٫۲۶۵۸۳°شرقی        |
| ۷             | سرمزده      | بارگذاری تصویر | ۶۴۳ نفر (۱۷۳ خانوار)   | ۳۵°۱۵′۱۸″ شمالی ۵۸°۱۶′۳۸″ شرقی / ۳۵٫۲۵۵۰۰°شمالی ۵۸٫۲۷۷۲۲°شرقی       |
| دهستان رستاق  |             |                |                        |                                                                     |
| ۸             | بزنجرد      |                | ۱٬۲۸۹ نفر (۳۵۰ خانوار) | ۳۵°۱۳′۳۱″ شمالی ۵۸°۱۶′۱۵″ شرقی / ۳۵٫۲۲۵۲۸°شمالی ۵۸٫۲۷۰۸۳°شرقی       |
| ۹             | ابراهیم‌آباد |                | ۱٬۹۶۴ نفر (۵۳۹ خانوار) | ۳۵°۱۳′۳۴″ شمالی ۵۸°۱۶′۴۶″ شرقی / ۳۵٫۲۲۶۱۱°شمالی ۵۸٫۲۷۹۴۴°شرقی       |
| ۱۰            | هفت‌خانه     | بارگذاری تصویر | ۴۸۳ نفر (۱۳۵ خانوار)   | ۳۵°۱۲′۴۰″ شمالی ۵۸°۱۷′۶″ شرقی / ۳۵٫۲۱۱۱۱°شمالی ۵۸٫۲۸۵۰۰°شرقی        |
| ۱۱            | حسین‌آباد    | بارگذاری تصویر | ۵۵۵ نفر (۱۴۶ خانوار)   | ۳۵°۱۲′۳۹″ شمالی ۵۸°۱۸′۱۳″ شرقی / ۳۵٫۲۱۰۸۳°شمالی ۵۸٫۳۰۳۶۱°شرقی       |
| ۱۲            | کلاته شادی  | بارگذاری تصویر | ۹۱۳ نفر (۲۷۲ خانوار)   | ۳۵°۱۳′۴۵″ شمالی ۵۸°۱۹′۱۵″ شرقی / ۳۵٫۲۲۹۱۷°شمالی ۵۸٫۳۲۰۸۳°شرقی       |
| ۱۳            | کلاته شور   | بارگذاری تصویر | زیر سه خانوار          | ۳۵°۹′۴۴″ شمالی ۵۸°۱۶′۴۱″ شرقی / ۳۵٫۱۶۲۲۲°شمالی ۵۸٫۲۷۸۰۶°شرقی        |
| ۱۴            | گل‌گیر       | بارگذاری تصویر | خالی از سکنه           |                                                                     |
| ۱۵            | میرآباد     |                | ۶۶۸ نفر (۱۷۳ خانوار)   | ۳۵°۱۰′۵۴″ شمالی ۵۸°۱۹′۵۸″ شرقی / ۳۵٫۱۸۱۶۷°شمالی ۵۸٫۳۳۲۷۸°شرقی       |
| ۱۶            | نقاب        | بارگذاری تصویر | ۲٬۲۴۸ نفر (۵۹۶ خانوار) | ۳۵°۱۱′۱۳″ شمالی ۵۸°۲۰′۳۰″ شرقی / ۳۵٫۱۸۶۹۴°شمالی ۵۸٫۳۴۱۶۷°شرقی       |
| بخش شش‌طراز    |             |                |                        |                                                                     |
| دهستان کویر   |             |                |                        |                                                                     |
| ۱۷            | علی‌آباد شور | بارگذاری تصویر | ۳۸۵ نفر (۹۵ خانوار)    | ۳۵°۷′۲۵″ شمالی ۵۸°۱۲′۴۸″ شرقی / ۳۵٫۱۲۳۶۱°شمالی ۵۸٫۲۱۳۳۳°شرقی        |
| ۱۸            | جعفرآباد    | بارگذاری تصویر | ۱٬۴۷۱ نفر (۳۸۷ خانوار) | ۳۵°۰′۱۲″ شمالی ۵۸°۵′۲۲″ شرقی / ۳۵٫۰۰۳۳۳°شمالی ۵۸٫۰۸۹۴۴°شرقی         |
| ۱۹            | کاهه        | بارگذاری تصویر | ۱٬۰۰۵ نفر (۲۳۷ خانوار) | ۳۵°۷′۴۱″ شمالی ۵۸°۱۰′۱۳″ شرقی / ۳۵٫۱۲۸۰۶°شمالی ۵۸٫۱۷۰۲۸°شرقی        |
| ۲۰            | مهدی‌آباد    | بارگذاری تصویر | ۱٬۱۶۶ نفر (۳۳۶ خانوار) | ۳۵°۲′۲۳″ شمالی ۵۸°۷′۲۳″ شرقی / ۳۵٫۰۳۹۷۲°شمالی ۵۸٫۱۲۳۰۶°شرقی         |
| ۲۱            | قهندیز      | بارگذاری تصویر | ۷۱ نفر (۲۲ خانوار)     | ۳۵°۷′۲۵″ شمالی ۵۸°۱۰′۵۰″ شرقی / ۳۵٫۱۲۳۶۱°شمالی ۵۸٫۱۸۰۵۶°شرقی        |
| ۲۲            | سعدالدین    |                | ۱٬۹۶۵ نفر (۵۳۳ خانوار) | ۳۵°۱′۲۴″ شمالی ۵۸°۶′۵۳″ شرقی / ۳۵٫۰۲۳۳۳°شمالی ۵۸٫۱۱۴۷۲°شرقی         |
| ۲۳            | شوراب       | بارگذاری تصویر | ۹۳ نفر (۲۲ خانوار)     | ۳۵°۱′۲۹″ شمالی ۵۸°۱′۱۹″ شرقی / ۳۵٫۰۲۴۷۲°شمالی ۵۸٫۰۲۱۹۴°شرقی         |
| ۲۴            | سنبل        | بارگذاری تصویر | ۱۵ نفر (۵ خانوار)      | ۳۵°۷′۲۴″ شمالی ۵۸°۱۱′۵۲″ شرقی / ۳۵٫۱۲۳۳۳°شمالی ۵۸٫۱۹۷۷۸°شرقی        |
| دهستان شش‌طراز |             |                |                        |                                                                     |
| ۲۵            | ایرج‌آباد    | بارگذاری تصویر | ۱۳۷ نفر (۳۹ خانوار)    | ۳۵°۱۵′۵۹″ شمالی ۵۸°۹′۵۹″ شرقی / ۳۵٫۲۶۶۳۹°شمالی ۵۸٫۱۶۶۳۹°شرقی        |
| ۲۶            | جابوز       |                | ۳٬۰۴۴ نفر (۸۹۱ خانوار) | ۳۵°۱۴′۵″ شمالی ۵۸°۴′۵۸″ شرقی / ۳۵٫۲۳۴۷۲°شمالی ۵۸٫۰۸۲۷۸°شرقی         |
| ۲۷            | تکمار       |                | ۶۳۵ نفر (۱۶۷ خانوار)   | ۳۵°۱۲′۲۳٫۰″ شمالی ۵۸°۱۱′۴۸٫۱″ شرقی / ۳۵٫۲۰۶۳۸۹°شمالی ۵۸٫۱۹۶۶۹۴°شرقی |